# Vojin Nikolić
Vojin Nikolić, črnogorski general in politik * 16. november 1914, † 22. oktober 1999.

## Življenjepis
Med vojno je opravljal več partijsko-političnih funkcij; tako je bil politični komisar 2. udarnega korpusa in Generalštab NOV in PO Črne gore in Boko. 
Po vojni je bil politični komisar armadne oblasti, pomočnik ministra za ljudsko obrambo, generalni direktor Zveze jugoslovanskih železnic, član Sveta federacije,...